# NGC 6867
NGC 6867 este o galaxie situată în constelația Telescopul. A fost descoperită în 9 iunie 1836 de către John Herschel. Se află la o distanță de 62,33 de megaparseci de Pământ.